# أبراهام تيهومي
أبراهام تيهومي (بالإنجليزية: Avraham Tehomi)‏ (عند الولادة زيلبرغ، 1903–1990) كان إرهابي صهيوني قاتل في صفوف عصابة إرجون، اشتهر بضلوعه في قتل الشاعر والروائي اليهودي والدبلوماسي الهولندي يعقوب إسرائيل دي هان في 30 يونيو 1924، والذي كان يعيش في القدس ويعمل كصحفي. كان اسمه الحركي عصابة إرجون «جدعون».
من مواليد مدينة أوديسا في الإمبراطورية الروسية عام 1903. وعاش آخر عشر سنوات في حياته في هونغ كونغ والولايات المتحدة. مات في لوس أنجلس عام 1990.